# Varga Edit (vegyész)
Varga Edit (1917 – 2006. november 1.) magyar vegyész, vállalatigazgató. A magyar gyógyszeripar kiemelkedő személyisége volt;  Eötvös- és állami díjas, a Kőbányai Gyógyszerárugyár (Richter Gedeon Vegyészeti Gyár Rt.) nyugalmazott vezérigazgatója.

## Családja
Szülei korán elváltak, édesanyja a második világháború előtt kereskedelmi alkalmazott, később külkereskedő volt. Édesapjával családja nem tartott kapcsolatot, de hamis az az állítás, hogy Varga Jenő (1879–1964) közgazdász, gazdaságpolitikus, egykori népbiztos volt. Férje Kökény Mihály gépészmérnök, 1945 és 1980 között állami tisztségeket töltött be, 1984-ben elhunyt.  Fiai: Kökény Mihály orvos, korábbi MSZP-s politikus, volt miniszter, Kökény Miklós ügyészségi levéltáros.
Életpályája
Pick Edit néven született 1917-ben. A Pázmány Péter Tudományegyetemen az utolsó izraelita hallgató volt, aki az 1943/44. tanév végén (június 15.) vegyészként doktori vizsgát tehetett a zsidótörvények ellenére. 1945 és 1956 között újságíróként a Szabad Nép szerkesztőségében, majd az állampárt apparátusában (Magyar Dolgozók Pártja) dolgozott.

### A Kőbányai Gyógyszerárugyár élén
Varga Edit 1957-től a Kőbányai Gyógyszerárugyár igazgatója volt, 1986-ban történt nyugdíjba vonulásáig. Bár eredetileg a politikai funkcióból érkezett „ejtőernyős” volt, elhivatott és jó ösztönű menedzsernek bizonyult, a vállalatot a magyar, KGST- és világpiac nélkülözhetetlen szereplőjévé tette. Megújította az egykori külföldi kapcsolatokat (ezek továbbra is a régi cégnéven, Richter Vegyészeti Gyár Rt. néven futottak);  bővítette a keleti országokba irányuló kivitelt. Az ő vezetése idején olvasztották be a vállalatba a Dorogi Szénfeldolgozó Vegyipari Vállalatot, így ettől kezdve mezőgazdasági kemikáliák előállításával is foglalkoztak, sőt, az 1970-es évek elejétől  Dorogon készültek a Fabulon fantázianév alatti kozmetikai cikkek is.
Szintén a hetvenes években, 1977-ben hozták forgalomba a vállalat eredeti készítményét, az értágító hatású Cavintont. (A gyógyszer iránti nemzetközi érdeklődés hatására alakult ki 1982-ben az amerikaiakkal a központi idegrendszert és a keringést vizsgáló kutatási együttműködés.) A vállalat az 1960-as évek végétől számos fogamzásgátló tablettát hozott forgalomba (Infecundin, Bisecurin, Postinor, Continuin védjegyezett nevek alatt), valamint a Cavintont és Fabulon termékeket is. Varga Edit sikerein a nyugdíjba vonulása utáni rossz gazdálkodás sem tudott lényegesen változtatni.
Nyugdíjasként más vegyipari cégek foglalkoztatták vezető beosztásban, sokat fordított és tanácsadóként segítette a Richtert.

## Visszaemlékezések vállalatigazgatói működésére
"A vállalat leváltott igazgatóját átmenetileg miniszteri biztos követte, majd 1957. május 25-én Varga Editet nevezték ki a vállalat igazgatójává . Rövid idő alatt céltudatosan szervezte meg a vállalat irányítását, és a fejlődéséért folytatott küzdelem élére állva nagy energiával harcolt sikeréért Varga Edit igazgatói kinevezését a vállalat vegyes érzelmekkel fogadta. Ennek az volt az oka, hogy nem ismerték és nagyon kevés információval rendelkeztek róla. Pozitív előjelnek tekintették vegyész doktori szakképzettségét, de aggodalmat okozott, hogy kevés ipari tapasztalattal rendelkezett. Aggodalmaik megalapozatlannak bizonyultak, hiszen rendkívül rövid idő alatt megismerte a vállalat jellegét, szellemét, perspektíváját és azzal azonosulva harcolt a cég felvirágoztatásáért."
1967-ben Varga Edit igazgató és néhány vegyészkutató is sikeres szabadalmi ügyvivői vizsgát is tettek az Országos Találmányi Hivatal által szervezett szabadalmi ügyvivői tanfolyamon.
A kozmetikumok gyártásának története a Richterben 1965-ben kezdődött. Az alapelképzelés a testkultúra, a testápolás céljait szolgáló, jó minőségű és hatékony gyógykozmetikai készítmények kifejlesztése volt. Ezt a javaslatot lelkesen fogadta Varga Edit vezérigazgató, aki hatékonyan támogatta az új profil kialakítását és fejlesztését. Ebben az időben egyébként igen gyakori volt nyugaton is, hogy a nagy gyógyszergyárak kozmetikai termékeket is előállítottak. A Richter exportértékesítésének dinamikus fejlődésében meghatározó volt a szovjet piac megszerzése, amelynek tervszerű kiépítését Varga Edit három évtizeden át sikeresen irányította.

## Díjai, elismerései
- Eötvös-díj
- Munka Érdemrend arany fokozata (1972)[10]
- Állami Díj (1978)
- A Munka Vörös Zászló Érdemrendje (1987)[11]
- Magyar Köztársasági Érdemrend tisztikeresztje (1997)[12]

## Írása
dr. Varga Edit: Évtizedek egy iparvállalat élén (monográfia)